# Puebla de Sancho Pérez
Puebla de Sancho Pérez est une commune d’Espagne, dans la province de Badajoz, communauté autonome d'Estrémadure.